# Tabaksfabriek van de Familie Plaideau
De tabaksfabriek van de familie Plaideau in de Ieperstraat te Menen opgericht in 1821 was een van de grootste tabaksfabrieken in België in de jaren 1880-1890. De fabriek werd in 1932 verkocht aan de familie D'Heygere en sloot in 1991. In 2013 werd het gebouw omgevormd tot modern wooncomplex met 16 lofts en appartementen.

## Geschiedenis

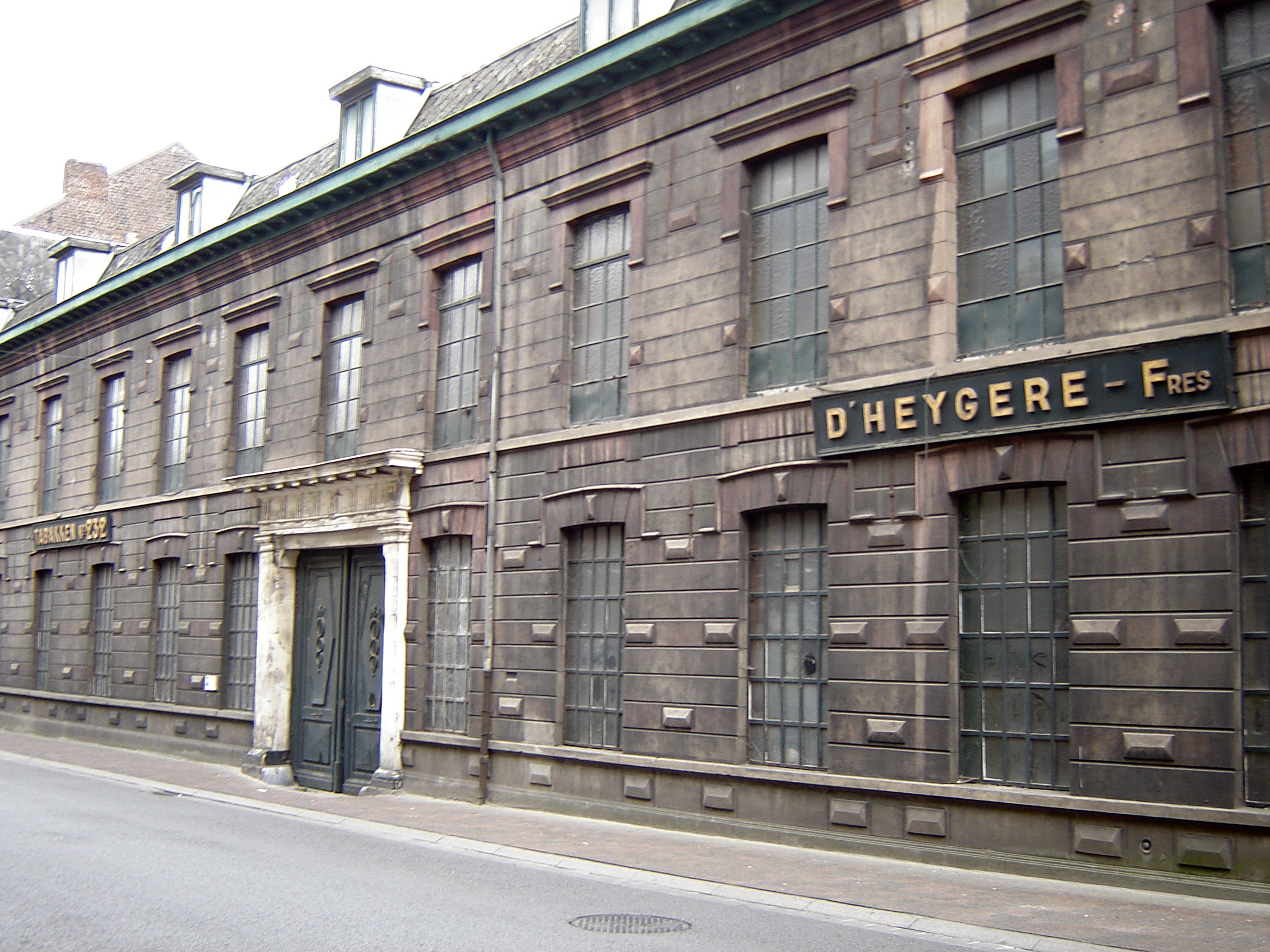
Tabaksfabriek familie Plaideau leegstand in 2008

In 1684 werd het classicistisch gebouwencomplex gebouwd onder Lodewijk XIV in de Ieperstraat, toen nog de Capucienenstraat genoemd. De eerste functie van het gebouw was als militair hospitaal. Het waren de kloosterzusters Bleuetten die instonden voor de verzorging van de soldaten. Met de inname van de stad door Lodewijk XV in 1744, werd in het hospitaal een lagere school en pensionaat ingericht. In 1796 ging het koninklijk militair hospitaal echter definitief dicht. Tussen 1798 en 1805 werd de gendarmerie er gehuisvest. Daarna werden de gebouwen verkocht aan de gebroeders Vandermeersch en werd het complex ingericht als spinnerij.
De tabaksfabriek van de familie Plaideau werd in 1821 opgericht door Antoine Victor Plaideau in de huidige Ieperstraat. Tussen 1815 en 1821 had Antoine Victor Plaideau al een tabaksfabriek in Menen. Die was gelegen in het gebouw van het huidige Sint-Aloysiuscollege op de Grote Markt van Menen. Voor 1815 was Antoine Victor Plaideau al tabaksfabrikant geweest in Duinkerke en Rijsel. Ten tijde van Napoleon was hij inspecteur geworden van plantages en tabaksnijverheid in Noord-Frankrijk. De tabaksfabriek in Menen had hij in handen gekregen door te trouwen met een lid van de familie De Voghelaere. In de negentiende eeuw beschikte Menen niet over een bloeiende industrie. De stad bleef echter het belangrijkste productiecentrum van de tabaksverwerkende nijverheid in de Leiestreek. In 1832 werd het pand eigendom van J.P. Plaideau Chavialle, waarna het een belangrijke zetel in de tabaksnijverheid werd. Het samenraapsel van gebouwen uit verschillende perioden werd in 1836 tot een geheel samengevoegd.
Het was tijdens het leven van Édmond Plaideau dat de fabriek uitgroeide tot een van de grootste van België. Édmond Plaideau was een tabaksondernemer en geboren op 5 april 1841 in Menen. Op 48 jarige leeftijd stierf hij op 11 januari 1890 in Rijsel. Vanaf de tweede helft van de 19de eeuw kreeg het inzetten van stoomkracht meer en meer navolging in de tabaksindustrie. Zo werd de tabaksfabriek Plaideau in Menen omstreeks 1853 van een stoommachine en stoomketel voorzien. Het bedrijf nam deel aan talrijke internationale nijverheidstentoonstellingen en oogstte gouden medailles in Londen in 1855 en in Sydney in 1879. In 1880 zetelde Édmond Plaideau zelfs in de jury tijdens een internationale tentoonstelling te Brussel. In 1888 behaalde de firma in Brussel opnieuw een gouden medaille, in 1889 in Bordeaux een grote prijs en nogmaals in Brussel een gouden medaille in 1897. In 1890 werden de verschillende vleugels verbouwd tot een efficiënt nieuw fabrieksgebouw en kreeg het complex haar huidige uitzicht. Uiteindelijk zouden vijf generaties Plaideau als tabaksfabrikanten bedrijvig zijn in het bedrijf voor het in 1932 verkocht werd aan de familie D'Heygere. De 'Manufacture des tabacs 232 Menin', zoals de fabriek toen heet, deed aanvankelijk gouden zaken, maar moest in 1991 toch de deuren sluiten. In hetzelfde jaar werd het gebouw erkend als beschermd monument.

## Architectuur
Het gebouw heeft een classicistische stijl en bestaat uit vier vleugels gegroepeerd rondom een bestrate binnenkoer met toegang in de Ieperstraat 14-16 te Menen. De straatgevel werd op het einde van de 19de eeuw/begin 20ste eeuw vernieuwd met vlakke brokken natuursteen. De koetspoort is gekenmerkt door een witgeschilderd portaal en een houten vleugeldeur. Het oudste deel van het gebouw bevindt zich op de zuidoostelijke hoek en heeft nog altijd de kenmerkende natuursteen.
- Inventaris van het Bouwkundig Erfgoed (Vlaanderen): 55797